# Александр Б. Неделькович
Александр Б. Неделкович (Белград, 1950) — сербський історик літератури, теоретик, перекладач, педагог, редактор і популяризатор наукової фантастики. Професор університету на пенсії.

## Біографія
Народився в родині працівників кіно і ЗМІ — Божидара В. Недельковиач (1923—2004) і Радміли Б. Петрович-Неделькович (1926—2008).
У 1973 році закінчив філологічний факультет у Белграді, групу англійської мови та літератури. У 1976 році він отримав ступінь магістра, у в 1994 році — ступінь доктора. Протягом двадцяти п'яти років він працював у Десятій середній школі Белграда вчителем англійської мови. З 2002 року до виходу на пенсію він працював доцентом і професором англійської літератури на кафедрі англійської мови та літератури на факультеті філології та мистецтв Університету Крагуєваца.
Опублікував близько 400 популяризаційних, фахових і наукових статей про жанр наукової фантастики, переважно в Емирору, а також в закордонних та сербських наукових журналах.
Переклав понад 250 оповідань і близько 70 книг; здебільшого науково-фантастичні романи, але також десяток книг у галузі популярної науки, особливо квантової фізики та космології, а також історичні та політико-публіцистичні праці.
З 1981 року він був активним членом Першого сербського фендому та Товариства шанувальників фентезі «Лазар Комарчич», в якому з 1987 по 1994 рік він був секретарем. Як редактор прозаїну Емитор, фандомний історіограф і секретар товариства, він відіграв важливу роль у збереженні та реставрації «Лазара Комарчича» під час кризи 1990-х років.
У країнах колишньої Югославії він першим почав викладати наукову фантастику як літературний предмет, як двосеместровий обов'язковий предмет на четвертому курсі англійської мови в Крагуєваці.
Засновник Сербського товариства наукової фантастики.
Деякі експерти, як-от Зоран Живкович, вважають, що ім'я сербського письменника-фантаста Костянтина Тесея насправді є псевдонімом Недельковича.